# Nicole Vale
Nicole Vale Pacheco (Ciudad de México, México; 28 de marzo de 1993) es una actriz mexicana. Es hija de la también actriz Arlette Pacheco y del presentador venezolano Raúl Vale, así como hermana por parte de padre, de Angélica Vale.

## Filmografía

### Telenovelas
| Año       | Telenovela          | Personaje                   |
| --------- | ------------------- | --------------------------- |
| 2004      | Rubí                | Natalia "Naty" Duarte López |
| 2013-2014 | Por siempre mi amor |                             |
| 2017      | Caer en tentación   | Julieta                     |
| 2020      | Vencer el miedo     | Rebeca Rodríguez            |

### Series de televisión
| Año       | Serie                      | Personaje            |
| --------- | -------------------------- | -------------------- |
| 2008-2016 | La rosa de Guadalupe       | Varios roles         |
| 2011-2017 | Como dice el dicho         | Varios roles         |
| 2016      | Por siempre Joan Sebastian | Flor                 |
| 2019      | Silvia Pinal, frente a ti  | Silvia Pinal (joven) |
| 2022      | Tal para cual              | Nacole               |
| 2023      | Gloria Trevi: ellas soy yo | Lisbeth Rincón       |

### Películas
| Año  | Película                    | Personaje |
| ---- | --------------------------- | --------- |
| 2003 | Ya no los hacen como antes  |           |
| 2014 | Canon - Fidelidad al límite | Bibiana   |
| 2014 | Princesas de cartón         | Camila    |